# FC Timișoara
FC Timișoara är en rumänsk fotbollsklubb från staden Timișoara. Laget spelar sina hemmamatcher på Dan Păltinișanu Stadion.
FC Timișoara bildades 2002 när ägaren Anton Dobos valde att flytta sitt lag AEK Bukarest från huvudstaden till Timișoara för att fylla den lucka som uppstod när Politehnica Timișoara hade flyttats till Bukarest 2000. AEK Bukarest själva hade flyttats från sin ursprungliga hemmaarena Bragadiru. Dobos gav Timişoaras nya lag namnet FC Politehnica Timișoara AEK och antog Politehnica Timișoaras gamla klubbemblem och färger. Den ursprungliga föreningen nu i Bukarest föll snabbt i serie systemet till 4:e ligan. Det ursprungliga Politehnica Timișoara stämde det nya Politehnica AEK Timișoara och vann i domstolen, därmed tvingades den nyare klubben att ändra sitt namn, klubbemblem och färger.
Klubben har förlorat två rumänska cupfinaler; 2006/07 och 2008/09.
Säsongen 2008/2009 lyckades klubben efter en 2:a plats i den rumänska ligan med att kvalificera sig till kvalet till UEFA Champions League säsongen 2009/2010.

## Spelartrupp 2015/2016
Uppdaterad: 14 augusti 2015
| Nr | Land      | Pos | Namn                         |
| -- | --------- | --- | ---------------------------- |
| 1  | Rumänien  | MV  | Mădălin Smaranda             |
| 3  | Rumänien  | F   | George Neagu                 |
| 4  | Rumänien  | F   | Srdjan Luchin                |
| 5  | Rumänien  | MF  | Adrian Poparadu              |
| 7  | Rumänien  | F   | Claudiu Belu-Iordache        |
| 8  | Rumänien  | MF  | Alexandru Curtean            |
| 9  | Brasilien | A   | Pedro Henrique               |
| 10 | Rumänien  | A   | Dorin Goga                   |
| 11 | Spanien   | MF  | Javi Hernández               |
| 12 | Rumänien  | A   | Cristian Boldea              |
| 13 | Rumänien  | F   | Cristian Scutaru (lagkapten) |
| 15 | Rumänien  | F   | Cristian Bocșan              |
| 16 | Bulgarien | MF  | Georgi Sarmov                |
| 17 | Spanien   | A   | Rufino                       |

| Nr | Land     | Pos | Namn               |
| -- | -------- | --- | ------------------ |
| 18 | Rumänien | MF  | Andrei Artean      |
| 19 | Rumänien | A   | Róbert Elek        |
| 20 | Rumänien | MF  | Cătălin Doman      |
| 23 | Rumänien | F   | Gabriel Cânu       |
| 24 | Rumänien | F   | Daniel Popescu     |
| 25 | Spanien  | MF  | Fernando Llorente  |
| 26 | Rumänien | F   | Cristian Melinte   |
| 27 | Rumänien | MF  | Ianis Zicu         |
| 29 | Rumänien | MV  | Eduard Pap         |
| 35 | Tyskland | MV  | Sascha Kirschstein |
| 77 | Rumänien | MF  | Cristian Bărbuț    |
| 81 | Rumänien | MF  | Alexandru Popovici |
| 88 | Rumänien | MF  | Marius Croitoru    |
| 94 | Rumänien | MF  | Ovidiu Popescu     |

## Europeiska turneringar
- Q = Kvalifikation
- R = Rond
- Grupp = Gruppspel

| Säsong    | Turnering        | Rond  | Land          | Klubb               | Resultat |
| --------- | ---------------- | ----- | ------------- | ------------------- | -------- |
| 2008/2009 | UEFA-cupen       | 1R    | Serbien       | FK Partizan Belgrad | 1-2, 0-1 |
| 2009/2010 | Champions League | 3Q    | Ukraina       | FK Sjachtar Donetsk | 2-2, 0-0 |
|           |                  | 4Q    | Tyskland      | VfB Stuttgart       | 0-2, 0-0 |
| 2009/2010 | Europa League    | Grupp | Nederländerna | Ajax Amsterdam      | 1-2, 0-0 |
|           |                  | Grupp | Belgien       | RSC Anderlecht      | 0-0, 1-3 |
|           |                  | Grupp | Kroatien      | Dinamo Zagreb       | 0-3, 2-1 |
| 2010/2011 | Europa League    | 3Q    | Finland       | MyPa                | 3-3, 2-1 |
|           |                  | 4Q    | England       | Manchester City     | 0-1, 0-2 |